# Apicia cantaria
Apicia cantaria är en fjärilsart som beskrevs av William Schaus. Apicia cantaria ingår i släktet Apicia och familjen mätare. Inga underarter finns listade i Catalogue of Life.